# Magurka (Pasmo Koskowej Góry)
Magurka (787 m) – dwuwierzchołkowe wzniesienie w paśmie Koskowej Góry w Beskidzie Makowskim. Obydwa wierzchołki (południowo-zachodni i północno-wschodni) są niemal dokładnie tej samej wysokości. Magurka nie znajduje się w głównym grzbiecie pasma, lecz w bocznym, południowym grzbiecie Koskowej Góry (867 m), który poprzez Syrkówkę (782 m) i Magurkę (787 m) opada do doliny Krzczonówki. Grzbiet ten oddziela dolinę Bogdanówki od doliny potoku Wieprzczanka (Wieprzec). Południowe stoki Magurki opadają do doliny Krzczonówki, północne do doliny dopływu Wieprzczanki, we wschodnim kierunku odchodzi grzbiet łączący Magurkę z Bargłową Górą (686 m).
Magurka w większości jest zalesiona, istnieją jednak na niej polany, a dolną część stoków zajmują pola uprawne i zabudowania miejscowości Wieprzec i Skomielna Czarna. Stoki wschodnie trawersuje szlak turystyczny omijający wierzchołek Magurki.

## Szlak turystyki pieszej
Jordanów – Łysa Góra – Grzybkówka – Groń – Magurka – Koskowa Góra (skrzyżowanie z żółtym szlakiem). Czas przejścia 5.30 h, ↓ 4.10 h